# Kommunistische Partei Argentiniens
Die Kommunistische Partei Argentiniens (spanisch Partido Comunista de la Argentina, kurz: PC oder PCA) ist eine 1918 entstandene argentinische Partei.
1918 als Internationale Sozialistische Partei (spanisch Partido Socialista Internacional) gegründet, nahm sie 1920 ihren noch bis heute gültigen Namen an.

## Geschichte

### Vorgeschichte
1896 gründete sich die zunächst am marxistischen Sozialismus orientierte Partido Socialista (dt. „Sozialistische Partei“). Diese Partei wandelte sich in den ersten Jahren des 20. Jahrhunderts zu einer reformistischen Partei, welche sich vollständig auf die Arbeit in den Parlamenten des Landes konzentrierte. Im Ersten Weltkrieg unterstützte sie nach kurzem Zögern die Entente gegen die Mittelmächte und gab damit die pazifistische Position der zweiten Internationale auf, nicht zuletzt unter Berufung auf argentinische Handelsinteressen.

### Gründung
1917, unter Einfluss der Oktoberrevolution in Russland, spalteten sich die Anhänger einer revolutionären Lösung unter dem Namen Partido Socialista Internacional ab. Zu ihren Gründern gehörten u. a. Luis Emilio Recabarren, Victorio Codovilla und Rodolfo Ghioldi.

### 1917 bis 1945
Mit dem Beitritt zur Komintern (KI) begann eine im Vergleich zu den anderen Kommunistischen Parteien Südamerikas besonders enge Zusammenarbeit mit der KI. Im Laufe der 20er Jahre wurden als trotzkistisch und anarchistisch bezeichnete Gruppen aus der Partei ausgeschlossen.
Im Zuge der 1935 von der KI vorgegebenen Linie der Volksfront-Politik versuchte die KP Argentiniens ein Bündnis mit der Sozialistischen Arbeiterpartei Argentiniens einzugehen, denn diese verfügte im Gegensatz zur KP auch nach 1936 über den Status einer legalen Partei.
Während des Spanischen Bürgerkriegs organisierte die Partei die Entsendung von Kämpfern an die Internationalen Brigaden sowie weiterer Hilfen für die Spanische Republik.

### 1945 bis 1983
Mit der Wahl Peróns zum Präsidenten 1946 kam die Opposition zur von der KP mitgetragenen Unión Democrática an die Macht. Der Sturz Peróns durch das Militär 1955 und die folgenden Präsidenten brachten der KP Argentiniens 1959 ein erneutes Verbot ein, welches bis 1964 galt. Zuvor hatte man 1958 jedoch noch die Wahl Arturo Frondizis zum Präsidenten unterstützt.
Während der Zeit der ersten und zweiten Militärdiktatur, 1966 bis 1973 sowie 1976 bis 1983 war die Partei ebenfalls verboten.

### 1983 bis heute
Seit 1983 trat die Partei bei Parlaments- und Präsidentschaftswahlen meistens in Bündnissen mit verschiedenen anderen linken Parteien an. 1987 bis 1991 sowie 1997 bis 2005 bspw. im Rahmen einer Wahlliste der Vereinigten Linken (Izquierda Unida), errang dabei jedoch nie ein Mandat.
Seit 2008 unterstützte die Partei die Regierung von Cristina Fernández de Kirchner.
Sie ist seit 2019 Mitglied der Frente de Todos und somit seit dem Wahlsieg von Alberto Ángel Fernández im selben Jahr auch Unterstützer der Regierung.

## Illegalität
1936 wurde die Tätigkeit der Partei verboten, 1945 wieder legalisiert. Von 1959 bis 1964 sowie von 1966 bis 1973 und 1976 bis 1983 war sie ebenfalls verboten.

## Parteiführer
| Amtszeit    | Name                    |
| ----------- | ----------------------- |
| 1918        | Luis Emilio Recabarren  |
| 1918 – 1924 | Rodolfo José Ghioldi    |
| 1924 – 1926 | Moisés Cantor           |
| 1926 – 1928 | José Fernando Penelón   |
| 1928 – 1936 | Orestes Tomás Ghioldi   |
| 1936 – 1938 | Luis Víctor Sommi       |
| 1938 – 1941 | Gerónimo Arnedo Álvarez |
| 1941 – 1963 | Victorio Codovilla      |
| 1963 – 1980 | Gerónimo Arnedo Álvarez |
| 1980 – 1989 | Athos Fava              |
| 1989 – 2016 | Patricio Echegaray      |
| seit 2016   | Víctor Gorodeki Kot     |

## Abspaltungen
- Partido Concentración Obrera, 1928 gegründete Abspaltung, zunächst an Nikolai Bucharin ausgerichtet, später umbenannt in Partido Comunista de la República Argentina und in der Partido Socialista Democrático aufgegangen.
- Partido Comunista Revolucionario, 1968 gegründete maoistische Abspaltung, bis heute aktiv.
- Partido Comunista de la Argentina (Congreso Extraordinario), 1996 gegründete Abspaltung.